# G-Unit Records
G-Unit Records é uma gravadora do grupo de hip hop G-Unit.
A gravadora assinou diversos singles feitos por grandes nomes do rap, como 50 Cent.

## Artistas
Artistas atuais sobre contrato da gravadora.
Atuais
| Artista        | Ano de assinatura | Álbuns sob o selo |
| -------------- | ----------------- | ----------------- |
| G-Unit         | 2003              | 2                 |
| 50 Cent        | 2003              | 4                 |
| Lloyd Banks    | 2003              | 3                 |
| Tony Yayo      | 2003              | 1                 |
| Shawty Lo      | 2011              | -                 |
| Kidd Kidd      | 2011              | -                 |
| Precious Paris | 2011              | -                 |

Artistas antigos
Artistas que já tiveram contrato com a gravadora
| Artista     | Álbuns sob o selo | Anos com a gravadora |
| ----------- | ----------------- | -------------------- |
| Game        | 1                 | 2003-2005            |
| Olivia      | -                 | 2004-2007            |
| M.O.P.      | -                 | 2005-2008            |
| Lil Scrappy | 1                 | 2005-2008            |
| Mobb Deep   | 1                 | 2005-2009            |
| Young Buck  | 2                 | 2003-2009            |
| 40 Glocc    | -                 | 2006-2012            |
| Spider Loc  | -                 | 2004-2009            |

## DJ's e produtores
- Sha Money XL
- DJ Whoo Kid
- Nick Speed
- Red Spyda
- DJ Pauly D
- Jake One
- Havoc
- Doe Pesci
- Nature Boi

## Comediantes
- Young Jack Thriller
- Miss Mimi